# Cenci
Het Italiaanse geslacht van de Cenci bracht een aantal prominente bestuurders. Een berucht zedenschandaal, de vrouw en kinderen van een Cenci brachten hun vader om vanwege aanhoudend seksueel misbruik en mishandeling van zijn kinderen, en werden door de Paus Clemens VIII tot de doodstraf veroordeeld, diende als inspiratie voor een aantal schrijvers.

## Telg
- Beatrice Cenci (1577-11 september 1599) bracht in 1599 samen met haar minnaar en met medewerking van haar broers en stiefmoeder haar vader Francesco Cenci om het leven.

Beatrice en haar kinderen brachten te hunner verdediging in dat zij Beatrices eer hadden willen redden. De Romeinen namen het voor de kinderen en weduwe van Cenci op maar de paus was genadeloos en de drie oudste Cenci werden op de brug voor de Engelenburcht geëxecuteerd. Bernardo werd gespaard. Volgens Romeins volksgeloof spookt de in de kerk van San Pietro in Montorio begraven Beatrice ieder jaar op 11 september met haar hoofd onder haar arm op de brug.
In de literatuur zijn de worsteling met incest en geweld door de kinderen, de zachtmoedige en mooie Beatrice en het dilemma van de paus die moet kiezen tussen de rechtvaardiging van zelfverdediging tegen het tirannieke vaderlijke - en dus ook het pauselijke gezag - en het verdedigen van dat gezag een dankbaar onderwerp voor kunstenaars.

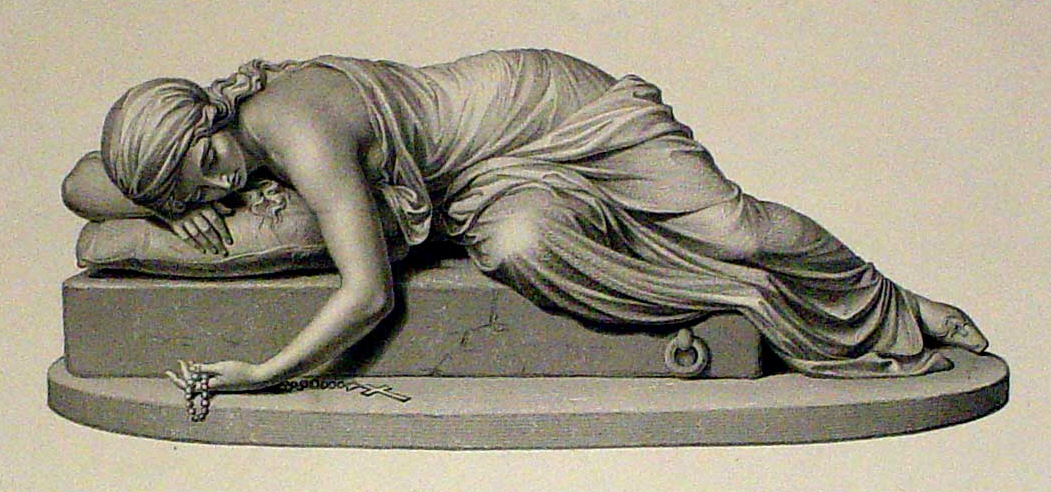
Beeld van Harriet Goodhue Hosmer, 1857

## Cenci in literatuur en kunst

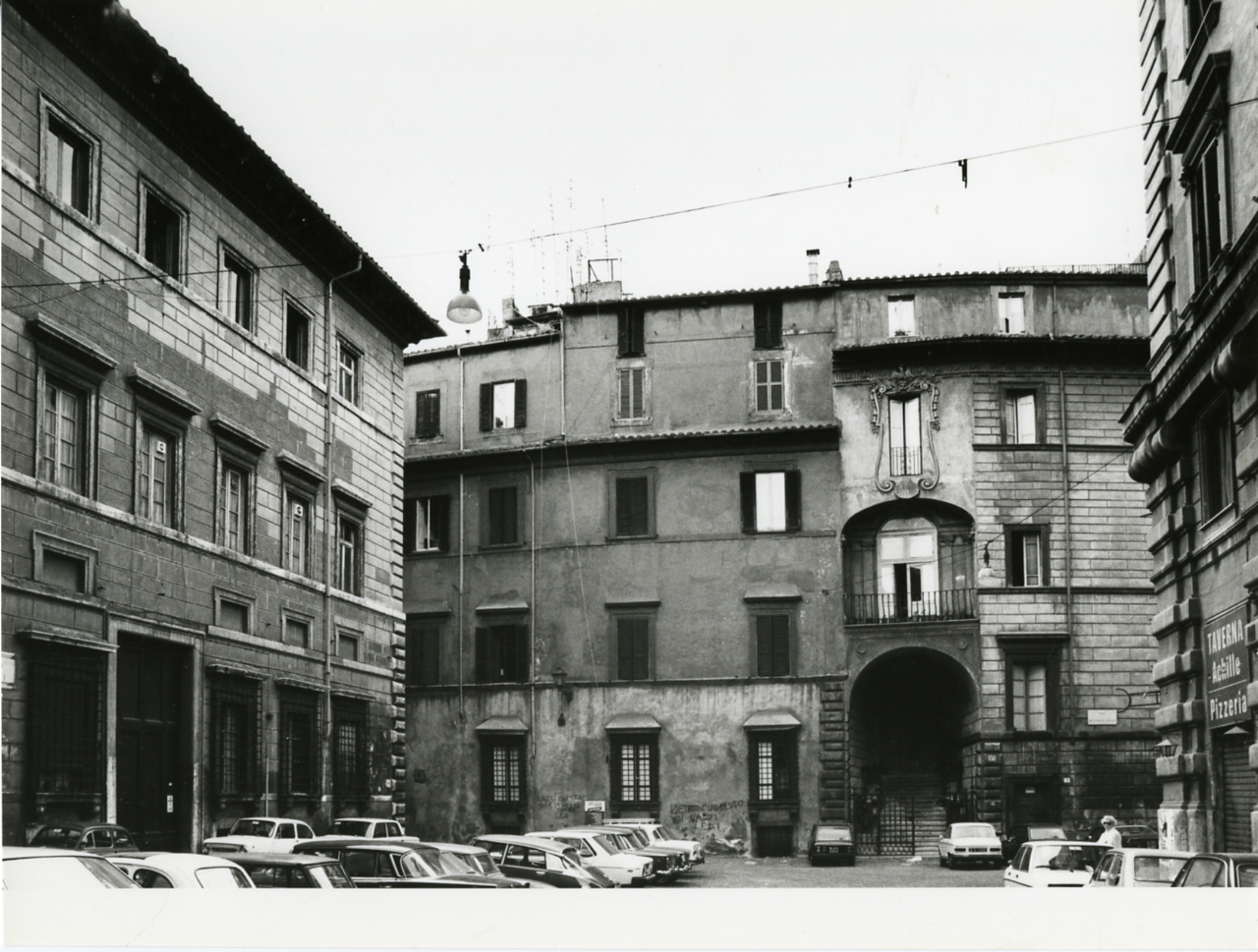
Piazza Cenci, Rome. Foto Paolo Monti, 1979

Beatrice Cenci en haar familie zijn in de kunsten op velerlei wijze vereeuwigd;
- Een portret door Guido Reni (1575-1642)
- Percy Bysshe Shelleys versedrama The Cenci: A Tragedy in Five Acts, geschreven in Rome en in de Villa Valsovano bij Livorno, uitgegeven door C. & J. Ollier, London, 1819)
- Béatrix Cenci, een toneelstuk van Astolphe de Custine (1833)
- Les Cenci (1837), een novelle van Stendhal
- Béatrix Cenci (1839), een tragedie van Juliusz Słowacki
- The Cenci, essay van Alexandre Dumas in Volume 1 of Celebrated Crimes (1840)
- Beatrice Cenci (1854), een novelle van Francesco Domenico Guerrazzi
- De beeldhouwster Harriet Goodhue Hosmer maakte in (1857) een portret dat in de collectie de bibliotheek van Sint Louis staat.
- The Marble Faun (1860), roman door Nathaniel Hawthorne
- Nemesis (1896), een tragedie van Alfred Nobel
- Beatrice Chancy een opera van de Canadezen George Elliott Clarke en James Rolfe verplaatst de handeling naar Nova Scotia in het midden van de 19e eeuw.
- Beatrice Cenci (1926), roman door Corrado Ricci
- Les Cenci (1935), een toneelstuk van Antonin Artaud
- The Cenci (1951-52), een opera van Havergal Brian naar de verzen van Shelley
- Béatrice Cenci (1957), roman door Frederic Prokosch
- Beatrice Cenci (1965), een toneelstuk van Alberto Moravia
- Beatrix Cenci (1971), opera van Alberto Ginastera
- A Roman Scandal: The Story Of Beatrice Cenci: A Novel (1976), roman door Susanne Kircher
- Beatrice Cenci (1991), roman door Irene Musillo Mitchell
- Beatrice's Spell (2004), roman van Belinda Jack
- The Final Hours of Beatrice Cenci (2015), roman door Hitomi Yiu
- Beatrice Cenci: Tragic Beauty of Medieval Rome (2015), roman door Robert Grey Reynolds Jr.

## Cenci in de Film
- Beatrice Cenci, film van Mario Caserini (1909)
- Beatrice Cenci, film van Ugo Falena (1910)
- Beatrice Cenci, film van Baldassarre Negroni (1913)
- Beatrice Cenci, film van Baldassarre Negroni (1926)
- Beatrice Cenci, film van Guido Brignone (1941)
- Beatrice Cenci, film van Riccardo Freda (1956)
- Beatrice Cenci, film van Lucio Fulci (1969)